# نجوای قلب
نجوای قلب (فرانسوی: Le souffle au cœur‎) فیلمی فرانسوی به کارگردانی لویی مال با بازی لئا ماساری، بنوا فرو و دنیل ژلین محصول سال ۱۹۷۱ است. داستان فیلم که نیمه خودزندگینامه‌ای از مال است، درباره سن بلوغ پسری ۱۴ ساله است که در محیطی بورژوازی در دوران پس از جنگ جهانی دوم در دیژون فرانسه با رابطه‌ای پیچیده با مادر ایتالیایی‌اش، بزرگ می‌شود.
این فیلم در جشنواره فیلم کن ۱۹۷۱ نمایش داده شد و در فرانسه در گیشه موفق بود. فیلم در ایالات متحده نقدهای مثبتی دریافت کرد و نامزد جایزه اسکار بهترین فیلم‌نامه غیراقتباسی شد.